# آلگو
آلگو (به آلمانی: Allgäu) یا آلگویا منطقه‌ای در شوابن در جنوب غربی آلمان است و جنوب باواریا و بادن-وورتمبرگ و قسمتی از اتریش را در بر می‌گیرد با آلپ مجاور است و رود لش و رودخانه ایلر رودخانه‌های اصلی این ناحیه هستند امروزه از نظر اداری این تقسیم به رسمیت شناخته نمی‌شود
مناطق کوهستانی آلگو بیش از ۲۰۰۰ متر ارتفاع دارند و برای اسکی زمستانی محبوب هستند. این منطقه به دلیل چشم‌اندازهای زیبا شناخته شده‌است و برای تعطیلات و اقامت درمانی مورد توجه گردشگران است. این ناحیه در آلمان به دلیل محصولات کشاورزی و به ویژه محصولات لبنی آن شناخته شده‌است.

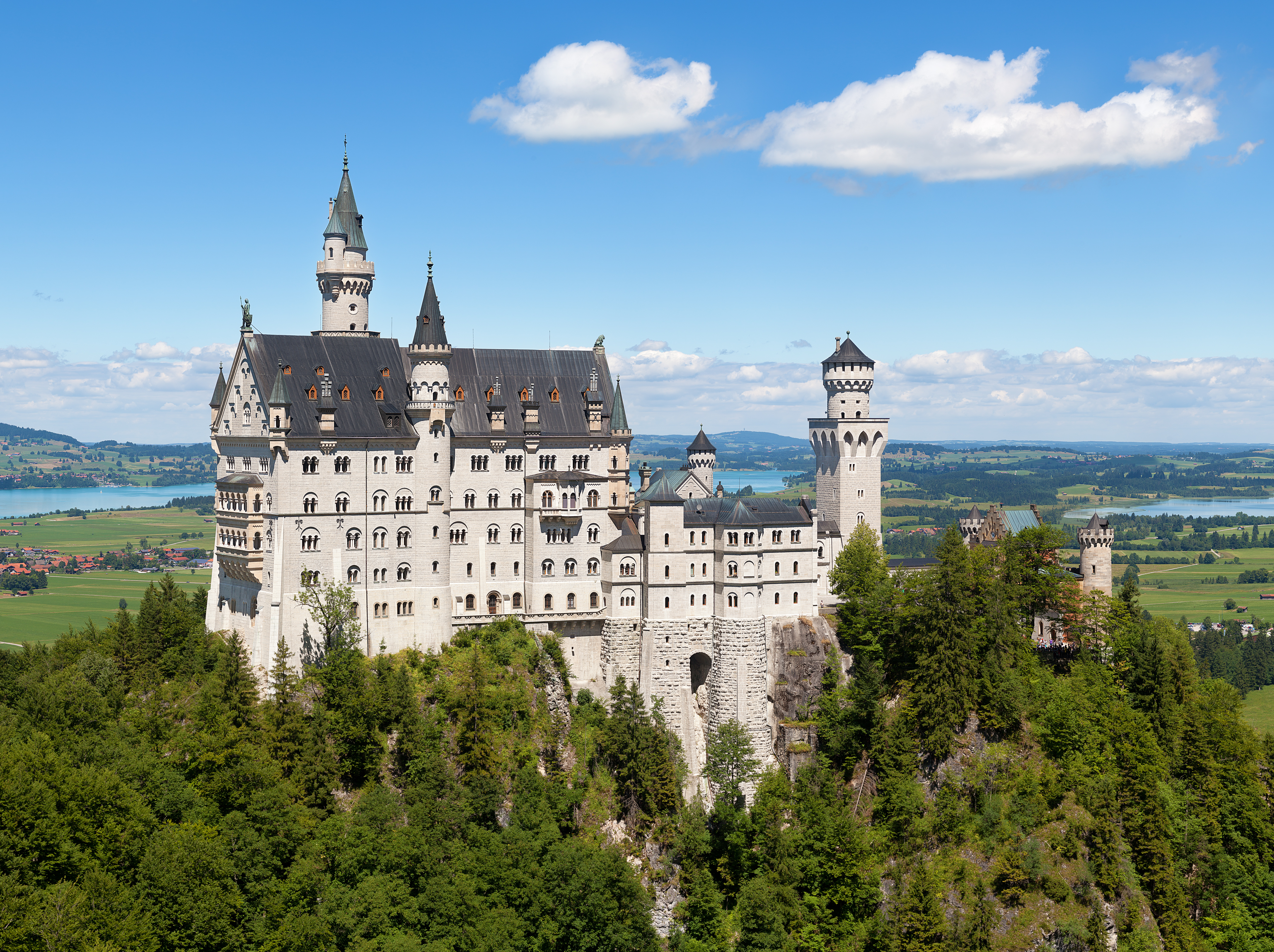
قصرنوی‌شوان‌شتاین
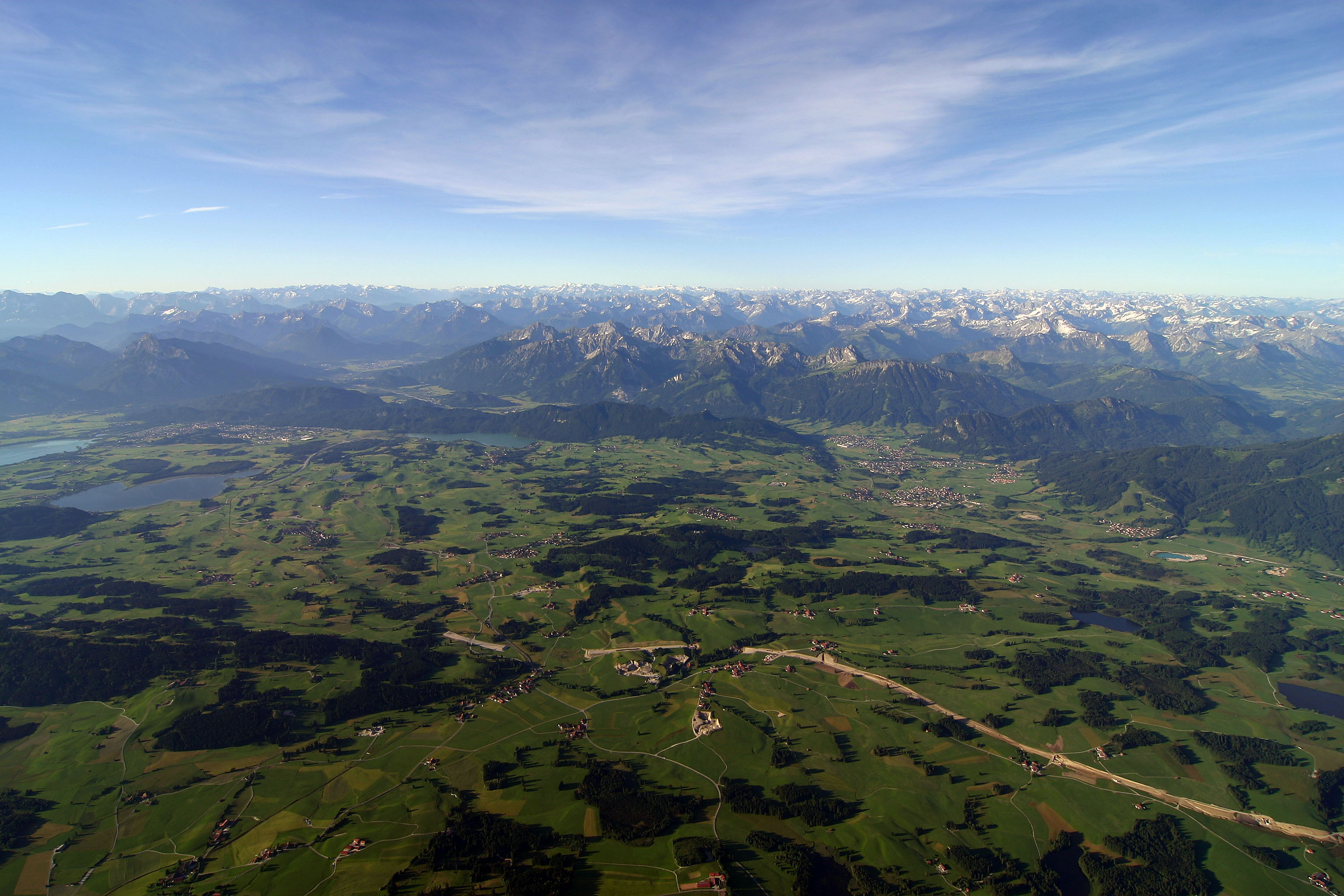
تصویری از فراز یک بالن